# Невежино (Костромская область)
Невежино — деревня в Костромском районе Костромской области. Входит в состав муниципального образования Сущёвское сельское поселение.
Расположена на реке Барзюковка в 18 км к северу от центра Костромы.

## История
Постановлением правительства РФ от 20 декабря 2004 г. № 815 деревня Киселёво переименована в Невежино.

## Население
| 2008 | 2010 | 2014 |
| ---- | ---- | ---- |
| 49   | ↘47  | ↘46  |